# Ejabberd
 (octobre 2021).
Si vous disposez d'ouvrages ou d'articles de référence ou si vous connaissez des sites web de qualité traitant du thème abordé ici, merci de compléter l'article en donnant les références utiles à sa vérifiabilité et en les liant à la section « Notes et références ».
ejabberd est un serveur Jabber/XMPP et agent MQTT libre de messagerie instantanée à haute performance.
Il est développé sous licence libre GNU GPL et est disponible en plusieurs variantes sur les systèmes d'exploitation UNIX comme Linux, FreeBSD, NetBSD, ainsi que Microsoft Windows.
La majorité du code source est écrite dans le langage Erlang. Alexey Shchepin a fondé le projet en 2002, rapidement rejoint par Mickaël Rémond. Ils en sont encore responsables (ils travaillent pour la société ProcessOne, fondée en 2005). Le nom « ejabberd » signifie « Erlang Jabber Daemon ».
L'intention du projet ejabberd est la création d'un serveur Jabber/XMPP stable avec une diversité de possibilités.

## Fonctionnalités
Durant le confinement lié à la pandémie du Covid-19, les développeurs ont ajouté une liaison entre ejabberd et le logiciel libre de visioconférence, Jitsi Meet.

## Base de données
ejabberd peut être utilisé avec :
- LDAP
- Mnesia
- MSSQL
- MySQL
- PostgreSQL
- Riak

## Historique du projet
- 16 novembre 2002 : Alexey Shchepin écrit les premières lignes de code source
- 11 février 2003 : 0.1-alpha
- 16 novembre 2003 : 0.5
- 13 juillet 2004 : 0.7
- 10 octobre 2004 : 0.7.5
- 18 avril 2005 : 0.9
- 23 mai 2005 : 0.9.1
- 1er août 2005 : 0.9.8
- 14 décembre 2005 : 1.0.0, première implémentation Open Source d'un serveur Jabber à annoncer le respect complet du standard XMPP (Core & IM).
- 24 avril 2006 : 1.1.0
- 28 avril 2006 : 1.1.1
- 27 septembre 2006 : 1.1.2
- 2 février 2007 : 1.1.3
- 3 septembre 2007 : 1.1.4
- 21 février 2008 : 2.0.0
- 20 mai 2008 : 2.0.1
- 28 août 2008 : 2.0.2
- 15 janvier 2009 : 2.0.3
- 13 mars 2009 : 2.0.4
- 3 avril 2009 : 2.0.5
- 13 novembre 2009 : 2.1.0